# Everett G. Burkhalter
Everett Glen Burkhalter (* 19. Januar 1897 in Heber Springs, Cleburne County, Arkansas; † 24. Mai 1975 in Duarte, Kalifornien) war ein US-amerikanischer Politiker. Zwischen 1963 und 1965 vertrat er den Bundesstaat Kalifornien im US-Repräsentantenhaus.

## Werdegang
Everett Burkhalter besuchte die öffentlichen Schulen in Arkansas, Indiana, Colorado und Kalifornien. Danach arbeitete er als Elektriker und Beleuchter für die Filmindustrie. In der Endphase des Ersten Weltkrieges diente er in den Jahren 1918 und 1919 in der US Navy, deren Reserve er bis 1921 angehörte. Politisch schloss sich Burkhalter der Demokratischen Partei an. Zwischen 1942 und 1952 gehörte er der California State Assembly an. Er war auch Vorstandsmitglied der kalifornischen Sektion der Veteranenorganisation American Legion. Von 1952 bis 1962 saß er im Stadtrat von Los Angeles.
Bei den Kongresswahlen des Jahres 1962 wurde Burkhalter im 27. Wahlbezirk von Kalifornien in das US-Repräsentantenhaus in Washington, D.C. gewählt, wo er am 3. Januar 1963 die Nachfolge von Harry R. Sheppard antrat. Da er im Jahr 1964 auf eine weitere Kandidatur verzichtete, konnte er bis zum 3. Januar 1965 nur eine Legislaturperiode im Kongress absolvieren. In dieser Zeit begann der Vietnamkrieg. Nach dem Ende seiner Zeit im US-Repräsentantenhaus zog sich Everett Burkhalter in den Ruhestand zurück, den er in North Hollywood verbrachte. Er starb am 24. Mai 1975 in Duarte und wurde in Los Angeles beigesetzt.